# Gustavo Girón Higuita
Gustavo Girón Higuita OCD (Medellín, Colômbia, 28 de maio de 1940) é um clérigo católico romano e bispo emérito de Tumaco.
Gustavo Girón Higuita ingressou na Ordem dos Carmelitas Descalços e foi ordenado sacerdote em 2 de dezembro de 1967.
Em 8 de fevereiro de 1990, o Papa João Paulo II o nomeou vigário apostólico de Tumaco e bispo titular de Bisica. O núncio apostólico na Colômbia, Angelo Acerbi, concedeu-lhe a consagração episcopal em 22 de abril do mesmo ano; Os co-consagrantes foram Carlos José Ruiseco Vieira, Arcebispo de Cartagena, e Miguel Angel Lecumberri Erburu OCD, Vigário Apostólico Emérito de Tumaco.
Com a elevação à diocese em 29 de outubro de 1999, foi nomeado primeiro bispo de Tumaco.
O Papa Francisco aceitou sua aposentadoria em 25 de julho de 2015.